# Zingiber latifolium
Zingiber latifolium är en enhjärtbladig växtart som beskrevs av Ida Theilade och John Donald Mood. Zingiber latifolium ingår i släktet Zingiber och familjen Zingiberaceae. Inga underarter finns listade i Catalogue of Life.